# Hans Dersch
Hans Dersch (n. 25 decembrie 1967, Fort Belvoir⁠(d), Fairfax, Virginia, SUA) este un înotător american, medaliat olimpic. A participat la o ediție a Jocurilor Olimpice (1992) în care a câștigat două medalii de aur.